# Демянское городское поселение
Демянское городское поселение — муниципальное образование в Демянском муниципальном районе Новгородской области России.
Административный центр — пгт Демянск.

## История
Демянское городское поселение было образовано в соответствии с законом Новгородской области от 11 ноября 2005 года № 559-ОЗ.

## Население
| 2009  | 2010  | 2012  | 2013  | 2014  | 2015  | 2016  |
| ----- | ----- | ----- | ----- | ----- | ----- | ----- |
| 5328  | ↗5365 | ↘5150 | ↘5040 | ↘4859 | ↘4748 | ↘4637 |
| 2017  | 2018  | 2019  | 2020  | 2021  |       |       |
| ↘4453 | ↘4348 | ↘4306 | ↘4211 | ↗4501 |       |       |

## Состав городского поселения
| № | Населённый пункт | Тип населённого пункта                          | Население |
| - | ---------------- | ----------------------------------------------- | --------- |
| 1 | Демянск          | посёлок городского типа, административный центр | ↗4501     |